# 우찌야
우찌야(공동번역), 웃시야(개역개정; 히브리어: יאשיהו, 그리스어: Οζίας) 또는 아사랴 (기원전 791년경 - 기원전 739년경 재위)는 분열 유다 왕국의 10대 왕으로 그도 다른 왕들처럼 처음에는 옳은 일을 했으나 점차 교만해져 결국 벌을 받았다.

## 왕위와 전성기
"아자르야"라는 이름은 "여호와는 나의 힘이다"라는 의미를 가지고 있다. 예루살렘 출신 어머니 여골리야와 아버지 아마샤 사이에서 태어나 16살에 재위에 올라 엘랏을 재건해 유다 왕국에 복귀시키고 하나님의 눈에 드는 옳은 일을 했다. 그리고 블레셋 사람들과 싸워 갓과 야브네, 아스돗의 성벽들을 무너뜨렸다.(역대하 26:6) 그리고 블레셋(팔레스타인) 지역에 아스돗 등 새 성읍들을 세웠다.
그리고 블레셋(팔레스타인)과 구르 바알의 아랍인들과도 싸워 승리했다. 또한 암몬인들은 그에게 조공을 바치고 명성은 이집트 국경까지 퍼져 세력이 확장되었다. 또한 예루살렘의 성벽에 탑들을 세우고 튼튼하게 하였고 평원과 평야에 가축들을 많이 가지고 있어 광야에도 탑들을 세우고 저수 동굴을 많이 팠다.
산악 지방과 기름진 땅에는 농부들과 포도밭 일꾼들을 두었다. 그는 땅을 사랑하는 사람이었다. 우찌야는 정예 병력을 갖추어 서기관 여이엘과 행정관 마아세야가 사열한 수에 따라 부대가 편성되어 전투 병력은 하난야의 지휘 아래 두었다. 용사 가문의 우두머리는 2600명, 그들의 지휘 아래에 놓은 막강한 병력은 30만 7500명이었고 전군에 작은 방패와 창, 투구, 갑옷, 활, 팔맷돌들을 마련했다. 그리고 신무기까지 개발해 더욱 막강한 군사력을 갖추었다.

## 벌을 받다
그러나 우찌야는 강해지면서 교만해져 패악을 저지르게 되었다. 하나님을 배신해 제사장만의 권한을 무시하고 분향 제단 위의 향을 피우려 성전에 들어갔고 그때 아사랴 제사장이 용감한 사람 80명과 함께 들어가 우찌야 왕을 막고 경고를 했다. 그러자 우찌야는 나병이 생겨 평생을 앓았고 별궁에 살았으며 그의 아들 요담이 대신해서 나라를 다스렸다.